# Nelson Monteiro da Rocha
Nelson Monteiro da Rocha (Belo Horizonte, MG, Brasil 13 de outubro de 1959) é contador, consultor e palestrante.

## Biografia
Filho de Nilton Pinto da Rocha e Maria do Carmo Monteiro da Rocha, nasceu em Belo Horizonte, MG em 13 de outubro de 1959.
Graduado em Ciências Contábeis pela UNIGRANRIO e pós-graduado em Ciências Ciontábeis pela Fundação Getulio Vargas e em Marketing pela ESPM .
Foi Diretor Financeiro e Relações com Investidores da Companhia de Eletricidade do Estado do Rio de Janeiro - CERJ, hoje Ampla; Diretor Financeiro e Relações com Investidores, da Lightpar – Light participações; Presidente do Conselho de Administração das Centrais Elétricas de Rondônia - CERON; Membro do conselho da Pro Matre; Presidente do Conselho Fiscal da Sociedade Humboldt; Membro do Conselho Fiscal da CEG - Companhia Estadual de Gás do Rio de Janeiro e do Banco de Desenvolvimento do Rio de Janeiro
Participou da elaboração do mapa estratégico da Firjan para o Estado do Rio de Janeiro. 
Foi Presidente do Conselho Regional de Contabilidade do Estado do Rio de Janeiro – CRC – RJ. e do IBFAP – Instituto Brasileiro de Estudos e Pesquisas em Finanças e Administração Pública.
Na área pública atingiu o cargo de titular da Secretaria de Estado de Fazenda  (Rio de Janeiro) em 2002 no governo de Benedita da Silva e Secretário de Estado substituto de Assistência Social do Estado do Rio de Janeiro.
Foi um dos responsáveis pela modelagem e organização do Programa de Reforma do Estado do Rio de Janeiro em 1995, incluindo o Programa de Desestatização do Estado.
É professor universitário e comentarista político e econômico da Rádio Tupi e Rádio Catedral.
Foi Vice-presidente da Suderj,  e Vice-Presidente do Clube de Regatas Vasco da Gama em 2009.
Candidato a Deputado Estadual pelo PT Partido dos Trabalhadores em 2006 e Federal pelo PSB Partido Socialista Brasileiro no pleito eleitoral de 2010 
Detentor da Medalha Orlando Martins Pinto concedida pelo Conselho Regional de Contabilidade do Estado Rio de Janeiro em 2007 ; da Medalha Pedro Ernesto, em 2004; da Medalha Dom João VI da Polícia Militar do Rio de Janeiro, em 2002; da Medalha de Grande Oficial da Ordem do Mérito Militar do Rio de Janeiro, em 2002; da Medalha da Amizade da Polícia Civil do Rio de Janeiro; da Medalha de Mérito Avante Bombeiro do Corpo de Bombeiros do Estado do Rio de Janeiro, em 1997.
Recebeu Moção de Congratulações concedida pela ALERJ Assembleia Legislativa do Estado do Rio de Janeiro em 2009 por proposta legislativa do Deputado Dr. Wilson Cabral
Nomeado para compor o Conselho Deliberativo do Comitê de Informática da Secretaria de Estado de Fazenda do Rio de Janeiro em 1998 